# دون ستيوارت
دون ستيوارت (بالإنجليزية: Don Stewart)‏ هو لاعب دوري الرغبي نيوزيلندي، ولد في 11 أبريل 1967.